# Wimbledon Championships 1928
Die 48. Auflage der Wimbledon Championships fand 1928 auf dem Gelände des All England Lawn Tennis and Croquet Club an der Church Road statt. 

## Herreneinzel
Bei den Herren siegte René Lacoste. Es war sein zweiter Titel nach 1925.

## Dameneinzel
Helen Wills Moody konnte ihren Titel verteidigen. In einer Neuauflage des Vorjahres-Finals besiegte sie die Spanierin Lilí Álvarez klar in zwei Sätzen.

## Herrendoppel
Im Herrendoppel siegten Jacques Brugnon und Henri Cochet.

## Damendoppel
Phoebe Holcroft Watson und Peggy Saunders errangen den Titel im Damendoppel.

## Mixed
Im Mixed waren Elizabeth Ryan und Patrick Spence erfolgreich.

## Quelle
- J. Barrett: Wimbledon: The Official History of the Championships. HarperCollins Publishers, London 2001, ISBN 0-00-711707-8.